# Astroloma pallidum
Astroloma pallidum är en ljungväxtart som beskrevs av Robert Brown. Astroloma pallidum ingår i släktet Astroloma och familjen ljungväxter. Inga underarter finns listade i Catalogue of Life.